# Drugeon (militaire)
Pour l’article homonyme, voir Drugeon.
Louis Guillaume François Drugeon ou plus couramment appelé Drugeon, est un militaire, né au XVIIIe siècle en Savoie, et qui fit carrière aux Indes au côté notamment du général Benoît de Boigne. Il fut également gouverneur de Delhi.

## Biographie

### Ses racines savoyardes
Louis Guillaume François Drugeon est né au sein de l'empire sarde en Europe dans le duché de Savoie.

### Carrière militaire aux Indes

#### La conquête européenne des Indes
L'unité territoriale et politique de l'Empire moghol, s'effrite  à partir de la création de la mort d'Aurangzeb, le dernier grand Moghol. Les Britanniques triomphent successivement de leurs rivaux européens puis des pouvoirs princiers locaux grâce à la force militaire et l'économie de comptoirs florissante de la Compagnie des Indes orientales, et parviennent à assoir leur domination sur l'Inde dès la moitié du XIXe siècle. Ils établissent alors une puissante administration coloniale placée sous la responsabilité directe de la Couronne britannique. Drugeon fait partie de ces Européens qui bénéficièrent de la confusion politique régnant à la fin du XVIIIe siècle en offrant ses services de mercenaire à des princes indiens. L'expérience militaire européenne, leur savoir en matière de production d'armement notamment dans la canonnerie, ainsi que dans la mise en place de plans stratégiques nouveaux, permet aux mercenaires européens, pour les plus opportunistes, d'accéder plus facilement à des postes d'officier.

#### Officier de l'Empire mahratte
Drugeon fit sa carrière dans le sillon du général Benoît de Boigne lui-même savoyard, en étant l'un de ses principaux lieutenants. Drugeon fut un officier, dans les premiers temps capitaine, qui exerça dans l'une des brigades de l'Empire mahratte de Sindhia. À la suite du départ de Benoît de Boigne, Drugeon devint le gouverneur de Delhi,.

### Gouverneur de Delhi
Drugeon devint gouverneur de Delhi. Durant l'exercice de cette fonction, il fut confronté à de nombreux conflits. Bourquin, notamment entra à Delhi et permit le pillage de la ville par ses soldats. Il somma Drugeon de lui rendre le citadelle de la ville. Cependant le gouverneur Drugeon, un compatriote de Bourquin, refusa. Selon le Hamilton's East India Gazetteer, lorsque Delhi, la capitale de l'empire Mogol avec à sa tête le très âgé sultan aveugle Shah-Alam soumis à l'oppression des Mahrattes, fut prise par les Anglais. Il fut dit que les officiers de Sindyah, parmi lesquels se trouve Drugeon, avaient laissé végéter dans un état voisin de l'indigence l'empereur Moghol infirme et ses cinquante deux enfants. Alors que de leur côté, les chefs Mahrattes s'appropriaient à leur usage les splendides jardins des résidences impériales et conservaient pour eux-mêmes des sommes considérables extorquées à la population locale.